# 斯彭塔·曼紐
斯彭塔·曼紐（阿維斯陀語：Spənta Mainyu），意為「聖靈」，部分說法將其列為阿梅沙·斯彭塔的首領，認為他是阿胡拉·馬茲達的化身。一說斯彭塔·曼紐與安哥拉.曼紐是孿生兄弟，皆為主神阿胡拉·馬茲達所生，負責「造物」，斯彭塔·曼紐創造了善的事物，安哥拉·曼紐則創造了惡的事物。據說斯彭塔·曼紐在末日到來之前給予瑣羅亞斯德啟示，鼓舞他消滅惡神安哥拉.曼紐。